# Gyógynövény

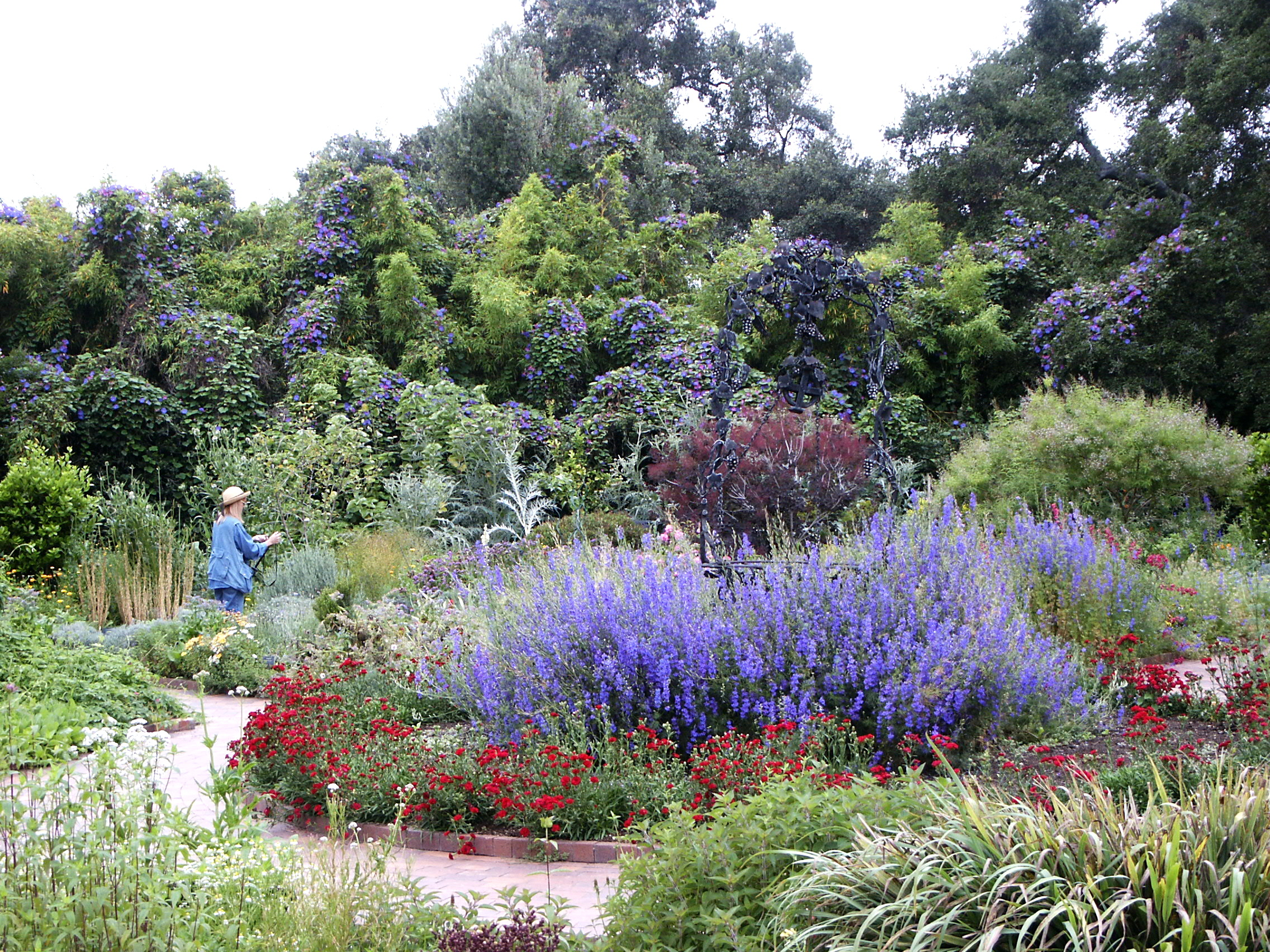
Oktatási célú gyógynövénykert

Gyógynövények alatt a gyógyító hatású vegyületeket (farmakonokat) tartalmazó, a gyógyászatban tudományosan vagy néphit szerint használt növényeket értik.
A gyógynövény kifejezést eltérő módon értelmezi a tudományos igénnyel elvégzett, hatástani vizsgálatokon és fitokémiai ismereteken alapuló farmakognózia és a népgyógyászat. Ez utóbbi gyógyító célú beavatkozásokhoz használt növényeket ért alatta, melyek orvosi alkalmazása megfigyelésekre, szokásokra, hitre épül experimentális bizonyítékok helyett. Az eltérő értelmezés nem azt jelenti, hogy a népgyógyászati megközelítés minden esetben hibás. Mindössze arról van szó, hogy nem tudományos igénnyel dokumentált ismeretekre épül, ami magában hordozza a tévedés lehetőségét.
A gyógynövényekről szóló legkorábbi feljegyzések a sumer civilizációból származnak, ahol több száz gyógynövény, köztük az ópium leírása szerepel agyagtáblákon, körülbelül i. e. 3000-ből. Az ókori Egyiptomból fennmaradt, i. e. 1500-ban írt Ebers-papirusz több mint 850 gyógynövényt ír le. A római hadseregben dolgozó görög orvos, Dioszkoridész több mint 1000 receptet dokumentált 600-nál is több gyógynövény felhasználásával a De materia medica-ban i. sz. 60 körül; ez irat képezte a gyógyszerkönyvek alapját mintegy 1500 évig.

## A gyógynövényekkel foglalkozó szaktudomány, a farmakognózia
A gyógynövények rendszerezésével, hatóanyagaik azonosításával foglalkozó multidiszciplináris tudomány a farmakognózia, vagy ismertebb nevén a gyógynövény- és drogismeret, amely a gyógyszerészeti tudományok egyik szakterülete. A farmakognózia rendszerezi és dokumentálja a már gyógyászati célra használt növények morfológiai, növényanatómiai, fitokémiai sajátosságait, valamint a tartalmazott anyagok fizikai, kémiai jellemzőit, a gyógyászati felhasználásukra vonatkozó ismereteket. A farmakognózia foglalkozik a gyógynövények hatóanyagainak analitikai jellemzőivel, minőség-ellenőrzési és minősítési kérdésekkel. Ugyancsak a farmakognózia tárgykörébe tartozik a még azonosítatlan, de gyógyászati felhasználásra potenciálisan alkalmazható "gyógynövények" felkutatása.

## A növények gyógyítóhatásának forrása
A Föld bioszférájában mintegy 200 000 egyszikű és 500 000 kétszikű növényfaj található, amely összességében 2,4x1012 tonna tömeget képvisel. Ebből a hatalmas biomasszából kerülnek ki azok a növények, amelyek gyógynövényként ismertek. A gyógynövényekre jellemző, hogy a bennük található hatóanyagokat emberek vagy állatok gyógyítására használják. Ebből levonható az a következtetés, hogy a növények rendelkeznek „valamivel”, amivel az állatvilág nem. A különbség oka a növények és állatok eltérő anyagcseréjével, fiziológiai működésük különbségével magyarázható. Növényekre és állatokra is igaz, hogy biokémiai működésük során olyan anyagcseretermékek keletkeznek, amelyek a szervezeteik számára feleslegesek, olykor mérgezőek. Az állati szervezeteknek azonban megvan az a lehetőségük, hogy a vizelettel, széklettel, néha a verítékkel vagy más szekréciós mechanizmussal rövid úton megszabaduljanak a felesleges anyagcseretermékeiktől. A növények ennél statikusabbak, mert ilyen kiválasztórendszerekkel, amelyek „megtisztíthatnák” a szervezetüket, – ritka kivételtől eltekintve – nem rendelkeznek. A növények számára nincs más lehetőség, mint a feleslegessé vált vegyületeket a szervezetükben többé kevésbé izoláltan – a sejtekben vagy a szöveteik között – tárolják. A bioszféra 700 ezer növényfaja bőven rendelkezik olyan növényi „salakanyagokkal” – tudományos nevén szekunder anyagcseretermékekkel – amelyek befolyásolni, megzavarni képesek az állati biokémiai folyamatokat. Értelemszerűen ezek testidegen anyagok az állati szervezetekben, amelyek akár méregnek is tekinthetők, de kis mennyiségben beteg állati szervezetek befolyásolására gyógyszerként felhasználhatók.

## A gyógynövények hatóanyagai
A szakirodalomban a gyógynövények hatóanyagainak rendszerezésére több megközelítés is elfogadott. Ilyen lehet a gyógyászati felhasználás alapján vagy hatástani alapon történő csoportosítás, de a hatóanyagok kémiai szerkezetén alapuló rendszerezés is elfogadott. A farmakognóziai a hatóanyagok eredete szerint, a növényi bioszintézisben betöltött szerepük alapján, tehát fitokémiai szempontokat figyelembe véve osztályozza a medikálisan használható növényi vegyületeket.
- Primer vagy elsődleges anyagcseretermékek: a növényi életfolyamatokat és szaporodást biztosító biokémiai folyamatok alkotóelemei. Ezek fontosabb kémiai csoportjai a szénhidrátok, az aminosavak, peptidek, fehérjék, lipidek, növényi savak és nukleotidok.

- Szekunder vagy másodlagos anyagcseretermékek: metabolitok, amelyek közvetlenül nem játszanak szerepet a növény fejlődésében, növekedésében vagy a szaporodásában. A primer anyagcseretermékekkel ellentétben hiányuk nem vezet a növény gyors pusztulásához.

A gyógynövények hatóanyagainak túlnyomó többsége a másodlagos anyagcsere-termékek között található.

### Primer anyagcseretermékek

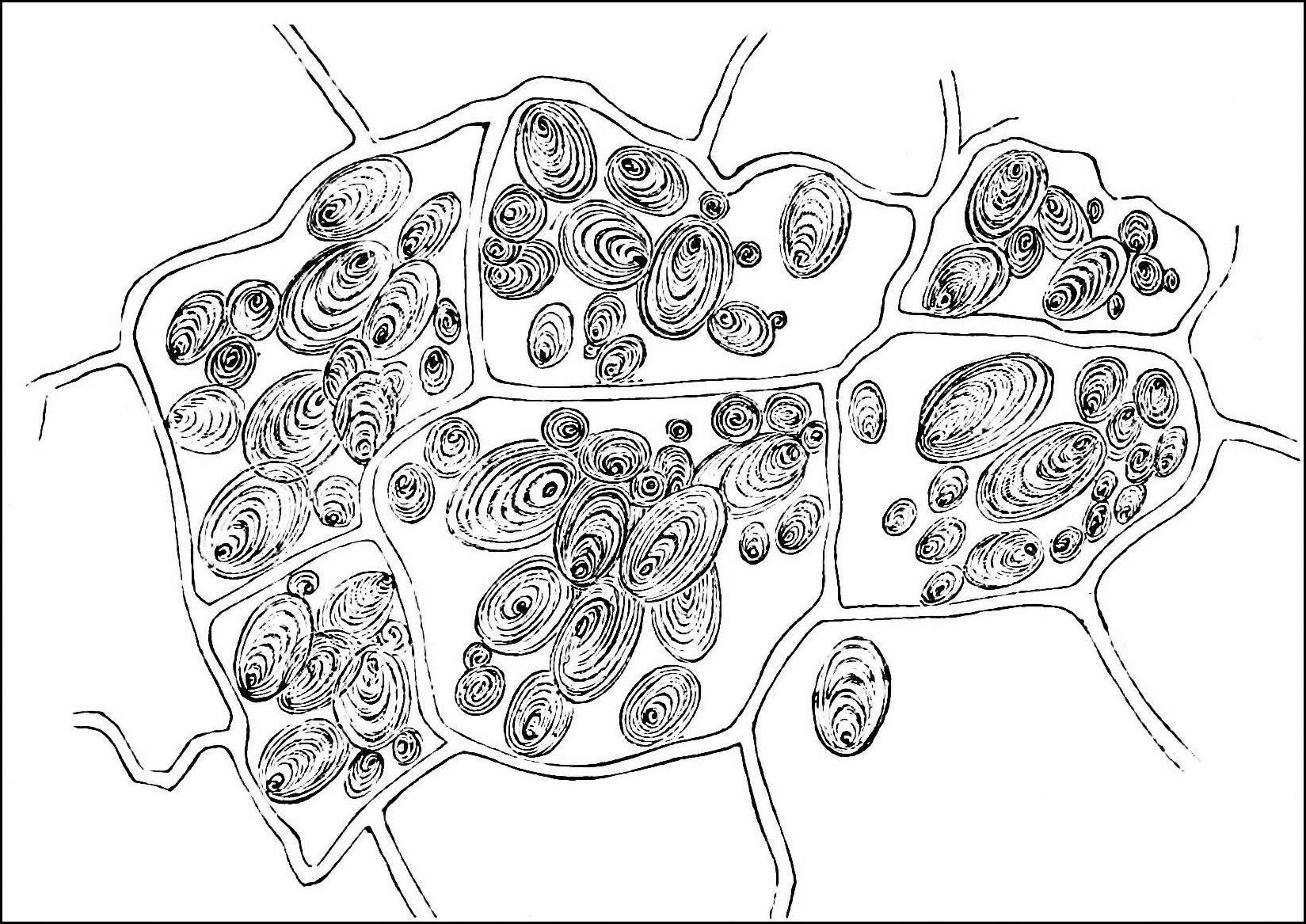
A keményítő a növényi sejtekben szemcsék formájában raktározódó növényi tartaléktápanyag

Monoszacharidok. A szénhidrátok a fotoszintézis eredményeként jönnek létre és elsősorban a növényi energiatárolást szolgálják. Közöttük számos gyógyászati szempontból jelentős szénhidrát található. Ide tartozik a Magyar Gyógyszerkönyven hivatalos (Ph. Hg. VIII.) szőlőcukor (Glucosum anhydricum), amelyet infúziókhoz, továbbá a gyógyszerészi munkában gyógyszertechnológiai segédanyagként használnak. Ide tartozik még az ugyancsak gyógyszerkönyvben hivatalos fruktóz, D-szorbit és mannit (Fructosum, Sorbitolum, Mannitolum Ph. Hg. VIII.) Ez utóbbi a virágos kőris (Fraxinus ornus) törzsében is nagy mennyiségben termelődik, és szolgáltatja a „mannadrogot”, amelyet enyhe hashajtóként is alkalmaznak – elsősorban gyerekeknél. A szorbit a gyógyszerészetben technológiai segédanyag, amelyet kenőcsök készítésénél a glicerin helyettesítésére használnak.
Poliszacharidok. A növényi biomassza legnagyobb tömegét alkotó poliszacharid tíznél több monomer cukorból felépülő biopolimerek. Funkciójukat tekintve a növényeket tartó vázanyagok vagy a növény számára könnyen mobilizálható energiatároló tápanyagok. Tulajdonságaik jelentősen eltérnek a felépítésükben részt vevő monoszacharidok, tulajdonságaitól. Vízben nem, vagy rendkívül rosszul oldódnak. Jellemzően nem édes ízűek. Vízzel érintkezve gyakran megduzzadnak és géleket vagy viszkózus folyadékokat képeznek.
• Cellulóz. A cellulóz 7 nm hosszúságú lineáris elrendeződésű láncmolekula a növények sejtfalát felépítő vázanyag-szénhidrát. 200-300 molekula összekapcsolódásával jönnek létre a cellulóz mikrofibrillumok, amelyek végül 400 nm átmérőjű makrofibrillumokká állnak össze. Vízben nem oldódik de abban megduzzadva nagy mennyiségű vizet (saját tömegének 25-szörösét) képes megkötni. Klasszikus értelemben nem "hatóanyag" de fontos gyógyszeripari alapanyag, szilárd gyógyszerformák gyártásához használt segédanyag (pl. cellulózpor, mikrokristályos cellulóz valamint kémiailag módosított cellulóz-származékai). A legismertebb cellulóz tartalmú drog a vatta (Lana gossypii) a gyapot növény (Gossypium hirsutum L.) toktermésének tisztított, kifésült, gyapotszálai.
• Keményítő. A keményítő különböző növényi szervekben (szár, gyökér, gumó, termés), szemcsék formájában raktározódó növényi tartaléktápanyag. A szemcsék formája, mérete az egyes növényfajokra jellemző. A keményítő nem „hatóanyag” de gyógyszergyártás során általánosan használt segédanyaga a tablettáknak valamint gyakori alkotórésze a hintőporoknak. A Magyar Gyógyszerkönyvben (Ph. Hg. VIII.) hivatalos képviselőik a búzakeményítő (Tritici amylum), a rizskeményítő (Oryzae amylum), a burgonyakeményítő (Solani amylum) és a kukoricakeményítő (Maydis amylum).
• Pektinek. A pektinek olyan poliszacharidok, amelyek észterezett poligalakturonsav szekvenciákat tartalmaznak. Jellemzően vízben erősen megduzzadnak és állás közben gélesednek. Szinte minden növényben, azok fejlődésben, vagy növekedésben lévő sejtfalának alkotói. Gyümölcsök héjának gyakori poliszacharidjai. Gyógyszertechnológiai segédanyagként használják gyógyszerformák stabilizálására, a krémek, szuszpenziók gyártásánál. A medicina a tápcsatorna gyulladásos betegségeire, a gyermekek enyhébb hasmenéses állapotának megszüntetésére használja a pektin tartalmú készítményeket.
• Fruktánok. A fruktánok főleg fruktóz monoszacharidokból felépülő poliszacharidok, melyek tartaléktápanyagként szolgálnak a növényben. A keményítő alternatívájának tekinthetők de annál rövidebb szénhidrát láncok. A Magyar Gyógyszerkönyvben (Ph. Hg. VIII.) hivatalos a tarackbúza gyökértörzs (Graminis rhizoma) az Agropyron repens anyanövény drogja. Enyhe vizelethajtó szer.
• Nyákok. A nyákok kémiai szerkezetüket tekintve heteropoliszacharidok, amelyek a növényből hideg vagy meleg vízzel kinyerhetők. Kémiailag nem egységes, különböző poliszacharid láncok keverékei. Óriási vízmegkötő képességük miatt a növényekben azok vízháztartásában van szerepük. A vizet megkötve viszkózus oldatot képeznek, melynek köszönhetően alkalmasak a gyulladt nyálkahártya (torok, mandula, szájüreg) kezelésére. A nyákok bevonják az irritált, fájdalmas, gyulladt területeket csökkentve ezzel annak fájdalmát vagy magát a köhögési ingert. Belsőleg alkalmazva a tápcsatorna hurutos betegségeinek kezelésére használhatók.
• Mézgák. A mézgák kémiai szerkezetüket tekintve uronsavtartalmú, elágazó szerkezetű – néha részlegesen metilezett – poliszacharidok. A poliszacharid láncok legtöbbször acilezettek, ezért a növényekben sót képezve fordulnak elő. Általában valamilyen mechanikai sérülés, következtében a sejtekben képződnek és a fás növények szárára, törzsére kiszivárogva ahol vizet veszítenek, megdermednek majd üvegesre szilárdulnak. Úgynevezett növényi exszudátumok, amelyeket hibásan gyantának is szoktak nevezni. Gyógyszertechnológiai segédanyagként használják gyógyszerformák stabilizálására valamint tabletták összetartó kötőanyagának. Használhatók még enyhe hashajtónak vagy gyulladt nyálkahártyák bevonására is. A Magyar Gyógyszerkönyvben (Ph. Hg. VIII.) hivatalos képviselőik a tragakanta (Tragacantha), amely az Astragalus gummifer növény drogja valamint az akáciamézga (Acaciae gummi) az Acacia senegal növény terméke.
• Galaktomannánok.
• Algapoliszacharidok.
• Gombapoliszacharidok.
Lipidek
Zsírsavak
Triacilgliceridek
Foszfolipidek
Glikolipidek
Viaszok
Gyógyászatilag jelentős, aminosavakból felépülő vegyületek és származékaik

### Szekunder anyagcseretermékek
Alkaloidok. Az alkaloidok nitrogéntartalmú, kémiailag rendkívül eltérő szerkezetű, növényi vagy gomba – ritkábban mikrobiális – eredetű, általában bázikus tulajdonságot mutató vegyületek. A jelenleg ismert, kémiailag azonosított alkaloidok száma meghaladja a 20 ezret, ezért a terpének után a második legnépesebb hatóanyagcsoport a gyógynövényekben. Az alkaloidok az állati anyagcserefolyamatokat befolyásolni képes jelentős farmakológiai hatást mutató vegyületek, amelyek nagyobb mennyiségben toxikusak vagy egyenesen halálosak is lehetnek. Az alkaloidok többsége L-aminosavakból (aszparaginsav, cisztein, fenilalanin, glicin, glutaminsav, hisztidin, lizin, metionin, ornitin, triptofán, antranilsav) képződnek, de más bioszintézis úton, más prekurzorból (terpénoid, nikotinsav vagy poliketid) is keletkezhetnek. Az alkaloidokat tartalmazó növények fontos gyógyszeripari alapanyagok vagy élvezeti szerek. Közöttük számos olyan vegyület is található, amelyet a jog kábótószerként definiál.
Glikozinolátok
Kéntartalmú vegyületek

## Alkalmazásuk története

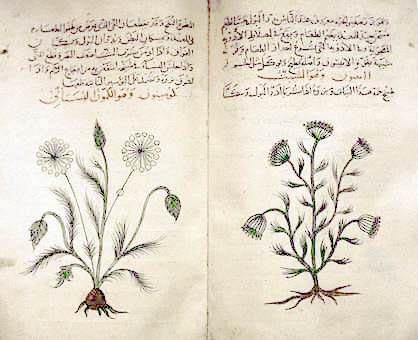
Dioszkoridész 1. századi De materia medica-ja, itt egy 1334-es arab másolat látható. A könyv mintegy 1000 gyógyszerreceptet ír le több mint 600 gyógynövénnyel

### A prehisztorikus korban
A növényeket, köztük sok ma kulináris gyógynövényként és fűszerként használt növényt, már a történelem előtti időkben is használták gyógyszerként, nem mindig hatékonyan. A fűszereket részben az élelmiszerromlást okozó baktériumok ellen használták, erre különösen forró éghajlaton, és/vagy a – könnyebben romló – hústartalmú ételekben volt szükség. A legtöbb gyógynövényalapú gyógyszer virágos növényekből állt. Az emberi településeket gyakran veszik körül gyógynövényként használt gyomok, ilyen a csalán, a pitypang és a tyúkhúr. Az emberek nincsenek egyedül a gyógynövények gyógyszerként való felhasználásával: egyes állatok, például egyes főemlősök, a királylepkék és a juhok, amikor betegek, gyógynövényeket fogyasztanak. A történelem előtti temetkezési helyekről származó növényminták annak bizonyítékául szolgálnak, hogy a paleolit népek ismerték a gyógynövényeket. Például egy 60 000 éves neandervölgyi temetkezési helyen, az észak-iraki Shanidar-barlangban, nagy mennyiségű virágport találtak nyolc növényfajból, amelyek közül hetet ma gyógynövényként használnak. Emellett egy gyógyászati célú gombát találtak Ötzi személyes tárgyai között. A gombát valószínűleg ostorféreg-fertőzés ellen használták.

### Az ókorban

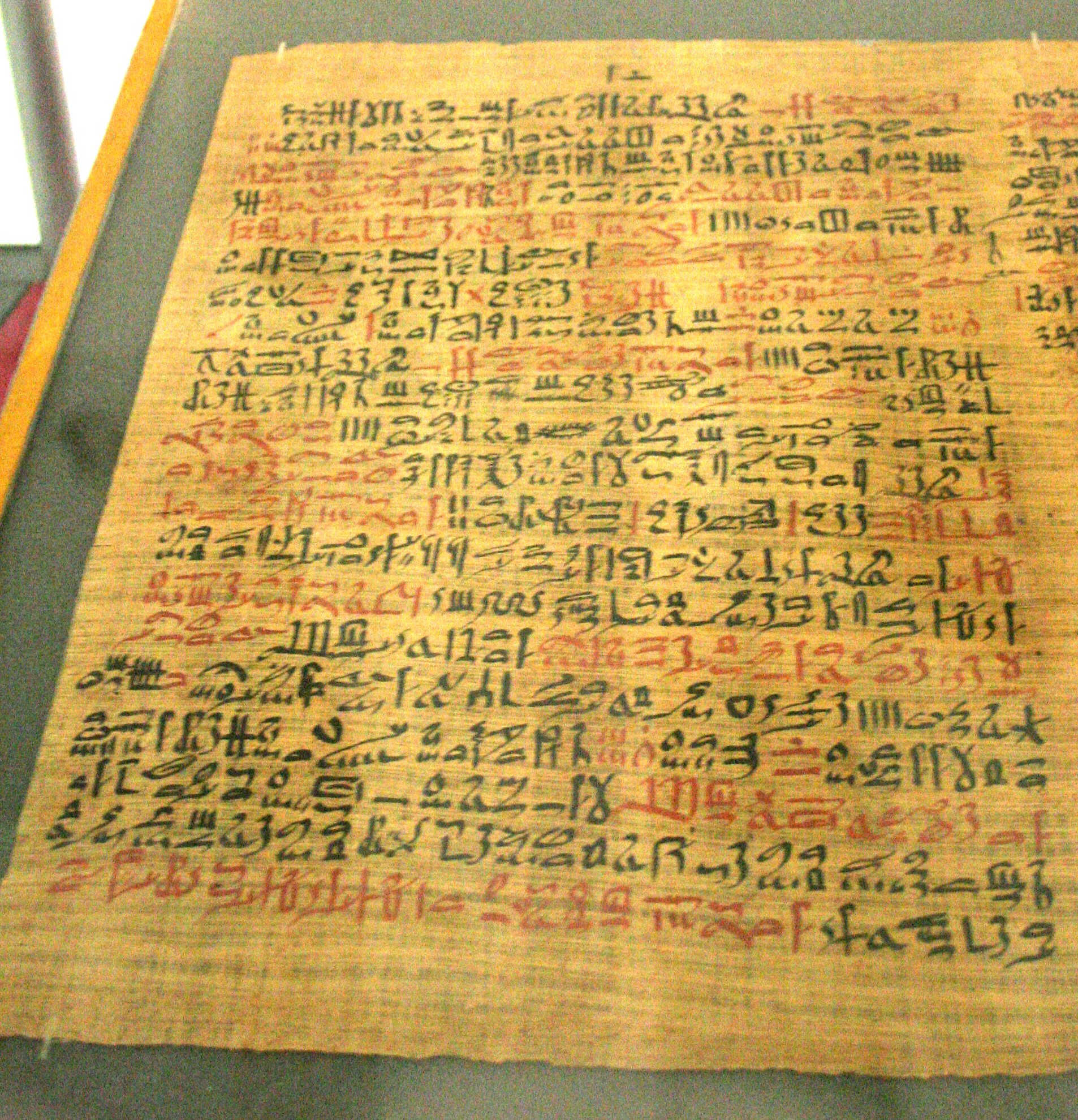
Az ókori Egyiptomból származó Ebers-papirusz

Az ókori sumérok több száz gyógynövényt soroltak fel i. e. 3000 körül keletkezett agyagtáblákon.
Az ókortól napjainkig az Atharva Védában, a Rig Védában és a Szusruta Szamhitában dokumentált ajurvedikus gyógyászat több száz farmakológiailag aktív gyógynövényt és fűszert használt, mint például a kurkumát, amely kurkumint tartalmaz.

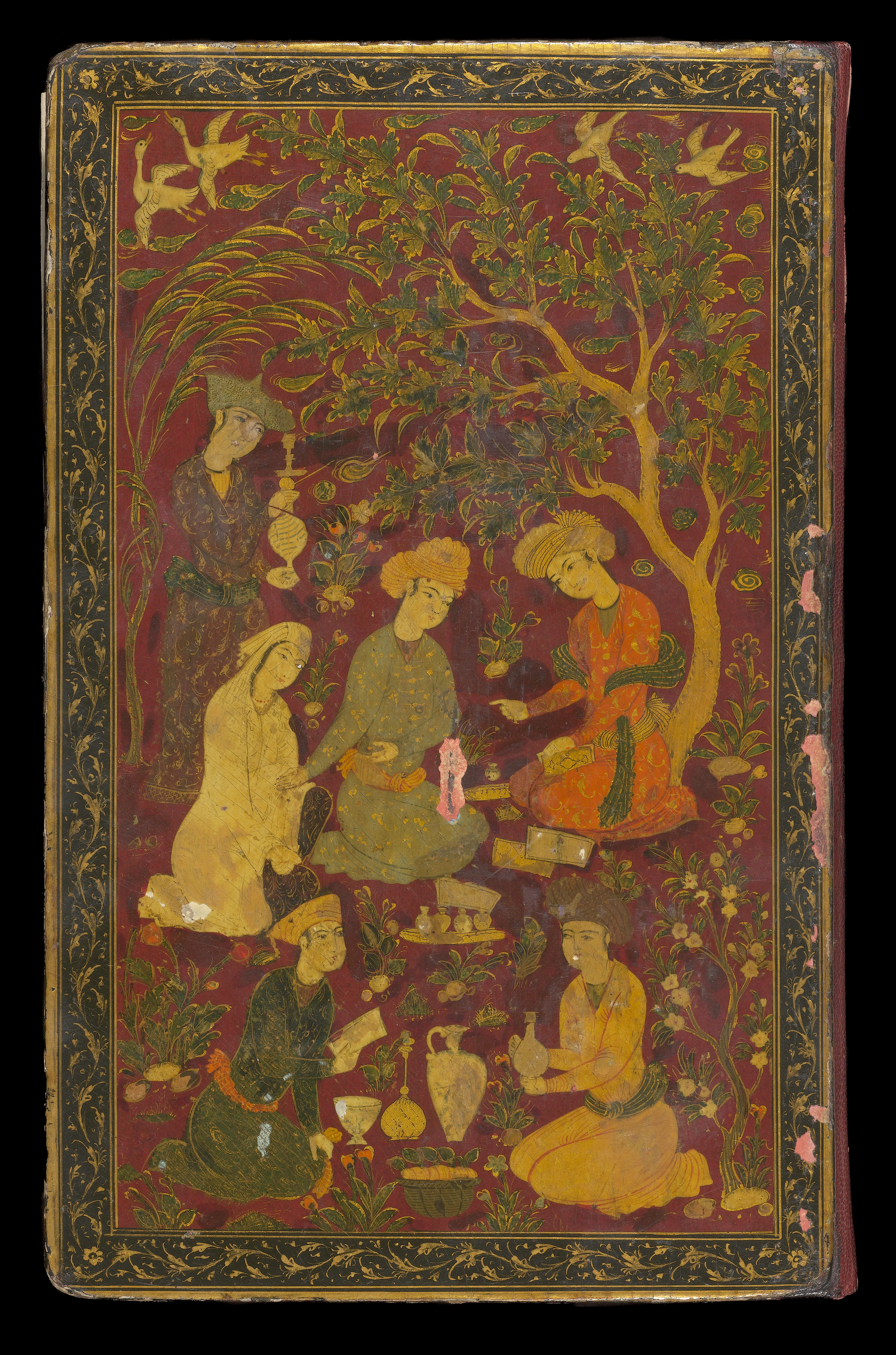
Illusztráció Avicenna 1025. évi The Canon of Medicine című művének 1632-ben készült példányáról, amelyen egy orvos nőbeteggel beszélget a kertben, miközben a szolgák gyógyszereket készítenek

A kora középkorban a bencések őrizték az orvosi ismereteket Európában, klasszikus szövegeket fordítottak és másoltak, valamint gyógynövénykerteket tartottak fenn. Bingeni Hildegárd írta a Causae et Curae-t („Okok és gyógymódok”). Az iszlám aranykorában a tudósok számos klasszikus görög szöveget, köztük Dioszkoridész művét fordítottak le arabra, saját kommentárjaikat is hozzáfűzve. A herbalizmus virágzott az iszlám világban, különösen Bagdadban és Al-Andalusban. Számos gyógynövényekkel foglalkozó mű közül a córdobai Abulcasis (936–1013) írta az Egyszerűek könyvét, Ibn al-Baitar (1197–1248) pedig több száz gyógynövényt jegyzett fel, például Aconitumot, farkasmaszlagot és tamarindot jegyzett fel az Egyszerűek korpuszában. Avicenna sok növényt felvett az 1025-ös The Canon of Medicine című művébe. Abu-Rayhan Biruni, Ibn Zuhr és Szent Amand János további gyógyszerkönyveket írt.

### A kora újkorban

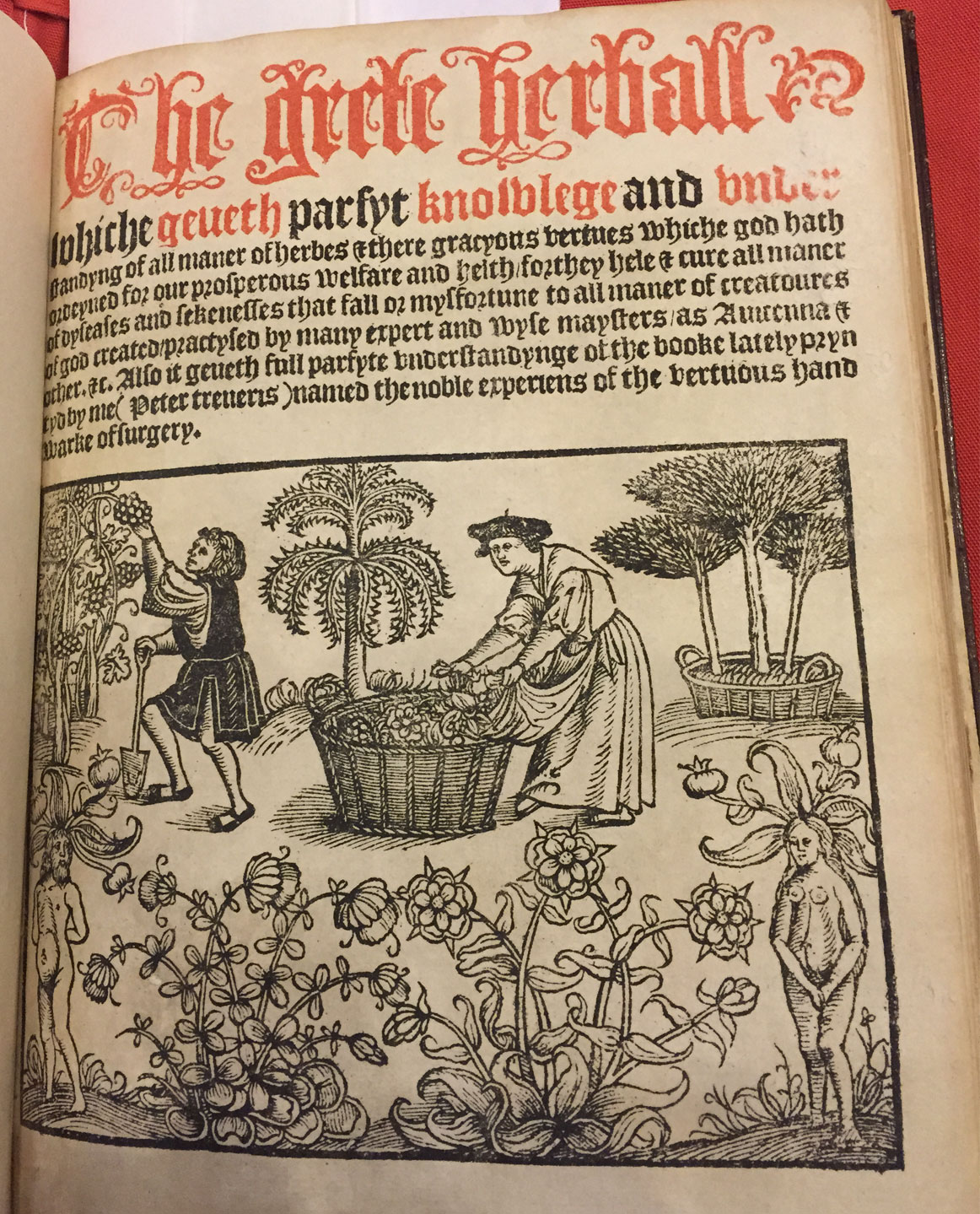
A Grete Herball, 1576-ban írt illusztrált füveskönyv

A kora újkorban Európa-szerte virágzott az illusztrált füveskönyvek írása, az egyik első az 1526-os Grete Herball volt. John Gerard 1597-ben írta meg híres The Herball or General History of Plants című művét, Nicholas Culpeper pedig kiadta The English Physician Enlarged című művét. Számos új növényi gyógyszer érkezett Európába a kora újkori kutatás és az ennek eredményeként létrejött Columbian Exchange termékeként, amelynek során a 15. és 16. században az állatállományt, a terményeket és a technológiákat az Óvilág és Amerika között szállították át. Az Amerikába érkezett gyógynövények közé tartozott a fokhagyma, a gyömbér és a kurkuma; a kávé, a dohány és a koka a másik irányba utazott. Mexikóban a tizenhatodik századi Badianus-kézirat a Közép-Amerikában kapható gyógynövényeket írta le.

### A 19. és a 20. században
A 19. században a kémiai elemzés alkalmazása gyökeresen megváltoztatta a növények helyét az orvostudományban. Egy sor gyógynövényből izolálták alkaloidjaikat, az első a morfium volt, amit 1806-ban a mákból izoláltak, majd hamarosan követte a farkasmaszlagból 1817-ben elkülönített sztrichnin. A kémia fejlődésével a farmakológiailag aktív anyagok további osztályait fedezték fel a gyógynövényekben. A Mercknél 1826-ban kezdték meg a tisztított alkaloidok, köztük a morfium gyógynövényekből történő kereskedelmi kitermelését. Az anyagok organikus szintézise szalicilsavval kezdődött 1853-ban. A 19. század vége táján a gyógyszerészet hangulata a gyógynövények ellen fordult, hiszen az egész növények szárításakor az enzimek gyakran módosították a hatóanyagokat, és a növényi anyagból kivont alkaloidokat, glikozidokat kezdték előnyben részesíteni.
A gyógynövényeket széles körben használják a nem iparosodott társadalmakban, főként mert könnyen beszerezhetők, továbbá olcsóbbak a modern gyógyszereknél. A több ezer gyógyászati tulajdonságokkal rendelkező növényfaj éves globális exportértékét évi 60 milliárd USD-ra becsülték, és ez átlagosan évi 6%-kal növekszik. Sok országban gyenge a hagyományos orvoslás szabályozása, de az Egészségügyi Világszervezet koordinál egy hálózatot a biztonságos és észszerű használat ösztönzése érdekében. A gyógynövénypiacot bírálták amiatt, hogy szabályozása nem megfelelő, és tartalmaz kizárólag placebohatáson alapuló áltudományos termékeket, melyekkel kapcsolatban nem végeztek tudományos kutatást állításaik alátámasztására.
Magyarországon az 1915-ben alapított Gyógynövénykísérleti Állomás kezdte meg, majd a Gyógynövénykutató Intézet és a Herbária Központ szervezi a vadontermő gyógynövények gyűjtését és termesztését. 

## Környezetvédelem
A gyógynövények egyrészt generális fenyegetésekkel néznek szembe, mint például az éghajlatváltozás és élőhelyeik pusztulása, másrészt a piaci kereslet kielégítése érdekében végzett túlzott gyűjtés specifikus problémájával.

## A gyógynövény és a „drog” szakkifejezés kapcsolata
A gyógynövények tartós tárolásra alkalmas (többnyire szárított) hatóanyagban gazdag részét, amely medikális alkalmazásra kerül, drognak nevezik. A drog szakkifejezés a gyógyszerészetben – és ebből következően az orvosi gyakorlatban – a természetes eredetű, gyógyászati vagy élvezeti célokra alkalmas, hatóanyagokat tartalmazó, szárított és felaprított növényi részeket jelent (aprított levelek, gyökerek, kérgek, virágrészek). A drogokat gyakran – megfelelő előkészítés után – további hatóanyagextrakciónak vetik alá, és kivonatukat, főzetüket vagy forrázatukat használják terápiás célokra. A gyógyszerészet drog szakkifejezése nem keverendő össze a közbeszédben szabadon és pontos értelmezés nélkül a kábítószerekre használt „drog” szóval.

## A gyógynövények jelentősége
A gyógynövényeket részben az egészség megőrzése céljából alkalmazzák, vagy medikálisan egy fennálló betegség kezelésére, esetleg mindkettőre, mind a modern, mind a népi gyógyászatban. Az Élelmezésügyi és Mezőgazdasági Szervezet 2002-es becslései szerint több mint 50 000 gyógynövényt használnak szerte a világon. A kew-i Királyi Botanikus Kert óvatosabb becslése szerint 2016-ban 17 810 növényfajt használnak gyógyászati célokra, a mintegy 30 000 növény közül, amelyek esetében bármilyen felhasználást dokumentáltak.
A modern orvostudomány által használt, hatástanilag szigorúan ellenőrzött gyógyszereknek körülbelül egynegyede gyógynövényi eredetű, tehát vagy közvetlenül abból származik (extraktum) vagy az eredeti növényben található molekula szintetikus változata.  A fejlődő világ szegényebb országaiban a gyógynövények nagyobb szerepet töltenek be a betegségek kezelésében, melyeknek többsége nélkülöz minden – tudományos igénnyel elvégzett – hatástani és toxikológiai vizsgálatot. Az Egészségügyi Világszervezet megbízható adatok nélküli becslése szerint a világ lakosságának mintegy 80 százaléka főként a hagyományos orvoslástól függ (ideértve, de nem kizárólagosan a növényeket); talán mintegy kétmilliárd ember sorsa múlik nagymértékben gyógynövényeken. A fejlett országokban egyre növekszik a növényi alapú anyagok, köztük a gyógynövény- vagy természetes egészségügyi termékek használata, amelyeknek feltételezett (de nem minden esetben bizonyított) egészségügyi előnyei vannak. Ez a toxicitás és az emberi egészségre gyakorolt egyéb hatások kockázatával jár, annak ellenére, hogy a gyógynövénykészítmények látszólag biztonságosak. A modern orvoslás kialakulása előtt szinte csak gyógynövényi eredetű gyógyszereket használt a medicina, melyek valós hatása kizárólag megfigyeléseken alapult de sok esetben a téves megállapítások miatt bizonytalan vagy nem létező hatás is társult a megfigyelésekhez. A növényi hatóanyagok – talajminőségtől és időjárástól függő – koncentrációváltozásai miatt a mérgezés veszélye is fennállt. Az Egészségügyi Világszervezet 1991-ben fogalmazta meg a hagyományos orvoslás politikáját, és azóta iránymutatásokat adott ki ezekre vonatkozóan, egy sor monográfiával a széles körben használt gyógynövény-gyógyszerekről.

## Termékminőség, reklámozás, címkézés
A gyógynövényalapú és az étrend-kiegészítő termékeket bírálatok érik, mivel nem rendelkeznek elégséges tudományos bizonyítékokkal tartalmuk, biztonságosságuk és feltételezett hatékonyságuk megerősítésére. Egy 2013-as tanulmány megállapította, hogy a vizsgált gyógynövényalapú termékek egyharmada nem tartalmazta a címkén felsorolt gyógynövényeket, más termékeket pedig nem felsorolt töltőanyagokkal, köztük potenciális allergénekkel hamisítottak. A vállalatok gyakran hamis, egészségügyi előnnyel kecsegtető állításokat tesznek gyógynövénytermékeikről.

### Orvosi kiadványok, szakkönyvek
- Vinczeffy Imre–Nagy Géza: Bevezetés a gyógynövényismeretbe. Gyepeink gyógynövényei. Egyetemi jegyzet; DE ATC AVI, Debrecen, 2002
- Gyógynövények a patikában; szerk. Szarvasházi Judit; Galenus, Budapest, 2002
- Dános Béla: Farmakobotanika. A gyógynövénytan alapjai. Kemotaxonómia Egyetemi tankönyv; 2. jav. kiad.; Argumentum, Budapest, 2002
- Szabó László Gy.: Drog- és gyógynövénynevek; Magyar Gyógyszerésztudományi Társaság, Budapest, 2004
- Banai Valéria: Gyógynövény- és drogismeret; Műszaki, Budapest, 2005
- Szabó László Gy.: Gyógynövény-ismereti tájékoztató. Gyógyszerészeknek, orvosoknak, kertész- és agrármérnököknek, biológiatanároknak; Schmidt und Co.–Melius Alapítvány, Baksa–Pécs, 2005
- Bernáth Jenő–Zámboriné Németh Éva: Gyógy- és aromanövények gyűjtése és termesztése; Mezőgazda–BCE KTK, Budapest, 2006
- Dános Béla: Farmakobotanika. Gyógynövényismeret; 3. bőv., átdolg. kiad.; Semmelweis, Budapest, 2006 + CD-ROM
- Petri Gizella: Gyógynövények és készítményeik a terápiában; Galenus, Budapest, 2006 (Galenus könyvek)
- Tóth László: Gyógynövények, drogok, fitoterápia; 2. jav. kiad.; Kossuth Egyetemi Kiadó, Debrecen, 2007
- Csupor Dezső: Fitoterápia. Növényi szerek a gyógyászatban; JATEPress, Szeged, 2009
- Kata Mihály–Stampf György: Gyógyszerészi szinonimaszótár. Gyógyszeranyagok és gyógynövények elnevezéséhez; Press GT Kft., Budapest, 2010
- Gyógy- és fűszernövények termesztése. Egyetemi jegyzet. Gyógy- és fűszernövény-termesztő és -feldolgozó Fsz, mezőgazdasági mérnök BSc, növénytermesztő mérnök BSc, kertészmérnök BSc; szerk. Borbélyné Hunyadi Éva; Debreceni Egyetemi Kiadó, Debrecen, 2010
- Papp Nóra: Gyógynövények hatóanyagai és szerkezeti képletei. Egyetemi jegyzet gyógyszerészhallgatók részére; PTE ÁOK Farmakognóziai Tanszék, Pécs, 2011
- Csupor Dezső–Szendrei Kálmán: Gyógynövénytár. Útmutató a korszerű gyógynövény-alkalmazáshoz; 2. bőv., jav. kiad.; Medicina, Budapest, 2012
- Papp Nóra: Farmakobotanika I. A gyógynövények sejt-, szövet- és alaktana. Egyetemi jegyzet gyógyszerészhallgatók részére; PTE Farmakognóziai Tanszék, Pécs, 2012 + CD
- Bernáth Jenő: Vadon termő és termesztett gyógynövények. Gyűjtésük, termesztésük és felhasználásuk; átdolg., bőv. kiad.; Mezőgazda, Budapest, 2013
- 100 hasznos gyógynövény. Kiadvány a Magyarországon és Szlovákiában előforduló gyógynövényekről, gyógyhatásukra és felhasználási módjukra vonatkozóan; Nemzetstratégiai Kutatóintézet–Méry Ratio, Budapest, 2018